# Göpfert
Göpfert bzw. Goepfert ist ein Familienname.

## Herkunft und Bedeutung
Es ist eine Abwandlung von Gottfried, seine Bedeutung ist „Gottes Schutz“ und „göttlicher Friede“. Vorkommende Varianten sind Göpfahrt, Göpfardt, Goepfart, Göpfarth, Goepferd und Göpferd.

## Namensträger
- Alfred Göpfert (1934–2023), deutscher Mathematiker und Hochschullehrer
- Andreas Göpfert (* 1947), deutscher Chorleiter
- Arthur Hugo Göpfert (Baumeister) (1872–1949), deutscher Baumeister, Architekt und Politiker
- Arthur Hugo Göpfert (Politiker) (1902–1986), deutscher Politiker (NSDAP)
- Bobby Goepfert (* 1983), US-amerikanischer Eishockeytorwart
- Carl Andreas Göpfert (1768–1818), deutscher Komponist und Musiker
- Claus-Jürgen Göpfert (* 1955), deutscher Journalist
- Dieter Göpfert (* 1957), deutscher Ruderer
- Edeltraud M. Göpfert (* 1953), deutsche Bildhauerin
- Florian Goepfert (* 1988), Schweizer Handballspieler
- Franz Adam Göpfert (1849–1913), deutscher katholischer Theologe und konservativer Moraltheologe
- Herbert Göpfert (Physiologe) (1909–1991), deutscher Balneologe, Klimaphysiologe und Hochschullehrer
- Herbert G. Göpfert (1907–2007), deutscher Verlagsleiter und Literaturwissenschaftler
- Hermann Goepfert (1926–1982), deutscher Maler
- Hugo Göpfert (1865–1932), deutscher Architekt, Baumeister und Stifter
- Klaus-Peter Göpfert (* 1948), deutscher Ringer
- Mario Göpfert (* 1957), deutscher Kinderbuchautor
- Martin Göpfert (* 1968), deutscher Biologe und Zoologe
- Rolf Göpfert (1903–1994), deutscher Architekt
- Tina Göpfert (* 1968), deutsche Fußballspielerin
- Trine Göpfert (* 2005), deutsche Nordische Kombiniererin
- Ulf Göpfert (* 1943), deutscher Maler und Grafiker
- Vera Göpfert (* 1967), deutsche Filmschauspielerin
- Winfried Göpfert (* 1943), deutscher Wissenschaftsjournalist